# سريع ميشيلين
نادي كيه أر سي ميتشيلين الرياضي (بالفرنسية: Koninklijke Racing
Club Mechelen)‏ نادي كرة قدم بلجيكي يلعب في دوري الدرجة الثالثة . تم تأسيس النادي في سنة 1904 .